# Orussus juttagroehnae
Orussus juttagroehnae (лат.) — ископаемый вид перепончатокрылых насекомых рода Orussus из семейства оруссиды (Orussidae, Orussoidea). Эоценовый балтийский янтарь

## Описание
Мелкие перепончатокрылые насекомые, длина тела 3,8 мм. Вентральные корональные зубцы присутствуют, соединены слабым U-образным килем. Вентральный поперечный продольный киль полностью развит, с медианной выемкой. Усики с 10 антенномерами, покрыты короткими волосками; скапус короткий, субцилиндрический. Антенномеры 4 и 5 вместе взятые примерно той же длины, что и антенномер 6, максиллярный щупик удлинённый, пятичленный. Передний тазик расширен медиально. Срединная мезоскутальная борозда и нотаули развиты слабо, мезоскутеллум треугольный, острый, приподнят по сравнению с окружающими склеритами. Жилка 1r переднего крыла выходит примерно из середины птеростигмы; жилка 1r-Rs хорошо развита, удлинённая, дискальная ячейка трапециевидная, проксимальная часть шире дистальной.

## Таксономия и этимология
Вид был впервые описан в 2024 году. Голотип (GPIH 5081, CCGG nº 1288) хранится в янтарной коллекции Carsten Gröhn в музее Museum of Nature—Geology (бывший Geologisch-Paläontologischen Institut of University Hamburg, GPIH) при институте Leibniz-Institut for the Analysis of Biodiversity Change (Гамбург, Германия). Голотип сохранился в куске балтийского янтаря неизвестного местонахождения но который, вероятно, происходит с полуострова Самланд (в пределах Калининградской области России) и должен быть датирован поздним эоценом, приабонским периодом (34—38 млн лет назад).
Видовое название O. juttagroehnae дано в честь миссис Ютты Грён (Mrs Jutta Gröhn), жены Карстена Грона (Carsten Gröhn, Glinde, Германия) и многолетнего сторонника его увлечения янтарными насекомыми, из коллекции которого происходит типовой материал вида.